# Windows-adó
Windows-adónak vagy Microsoft-adónak  nevezik a számítástechnikában azt, amikor egy számítógépet csak Windows operációs rendszerrel együtt lehet megvásárolni, úgy, hogy annak licencdíja a gép árába be van építve, akkor is, ha a vásárlónak arra nincs szüksége (mert például ingyenes Linux vagy BSD operációs rendszert akar használni). Ilyen módon a gép vásárlásakor egy számára értéktelen, használhatatlan dologért kell pénzt kifizetnie az operációs rendszer gyártójának, a Microsoftnak.
Ezt a modern adókhoz való hasonlósága miatt – amikor egy szervezetnek pénzt kell fizetni anélkül, hogy azért a szervezet bármilyen szolgáltatást nyújtana, és ez a fizetés nem kerülhető ki –, valamint a Windows rendszer „ablakok” jelentése miatt nevezik így a számítástechnikai szlengben.
Az ablakadó leginkább a márkás számítógépek piacára jellemző.